# Govenia
Govenia es un género con 24 especies de orquídeas de hábitos terrestre o epífitas. 

## Descripción
La especie tipo, Govenia superba, fue trasladado desde Maxillaria superba y se le dio el nombre al género para conmemorar a JR Goven, un horticultor y coleccionista de orquídeas de Inglaterra que las recolectaron a lo largo de México central.
Las especies de este género son terrestres o, a veces, epífitas y nativas de Norte, Centro y Sur América. Este género tiene un pseudobulbo en forma de huevo y las hojas siempre están en parejas. 

## Especies deGovenia
- Govenia alba A.Rich. & Galeotti (1845)
- Govenia bella E.W.Greenw. (1987) (Oaxaca, México)
- Govenia ciliilabia Ames & C.Schweinf. (1930) (Costa Rica; El Salvador; Panamá)
- Govenia dressleriana E.W.Greenw. (1993) (El Salvador; Guatemala; México)
- Govenia elliptica S.Watson (1891) (México)
- Govenia fasciata Lindl. (1843)
- Govenia floridana P.M.Br. (2000)
- Govenia greenwoodii Dressler & Soto Arenas (2002) (Honduras)
- Govenia jouyana R.Gonzalez (1993)
- Govenia lagenophora Lindl. (1839) (El Salvador; Guatemala; México)
- Govenia latifolia (Kunth) Garay & G.A.Romero (1999)
- Govenia liliacea (Lex.) Lindl. (1839) (México; América Central) - azucena de monte, icohueyo.[2]
- Govenia matudae E.W.Greenw. & Soto Arenas (2002)
- Govenia praecox Salazar & E.W.Greenw. (1993) (Veracruz, México)
- Govenia purpusii Schltr. (1918)
- Govenia quadriplicata Rchb.f. (1866)
- Govenia rubellilabia  García-Cruz (2006)
- Govenia sodiroi Schltr. (1921) (Ecuador)
- Govenia superba (Lex.) Lindl. (1832) - Typus Species - (El Salvador; Guatemala; México)
- Govenia tequilana Dressler & Hágsater (1973) (México)
- Govenia tingens Poepp. & Endl. (1836) (Ecuador; Perú)
- Govenia utriculata (Sw.) Lindl. (1839) (Bolivia; Ecuador; Argentina)
- Govenia viaria Dressler (2002)
- Govenia vilcabambana Dodson (1994) (Ecuador)